# Сънфудс България
„Сънфудс България“ ЕООД е българско ресторантьорско предприятие със седалище в София, оператор на веригата ресторанти за бързо хранене „Макдоналдс“ в страната.
Основано е през 1994 година и към 2023 година е най-голямото ресторантьорско предприятие в България и експлоатира 42 ресторанта в цялата страна, като има около 700 служители. Обемът на продажбите е около 108 милиона лева, а печалбата 26,8 милиона лева.

## История
През декември 1994 г. отваря врати първият в България ресторант на „Макдоналдс“ в центъра на Пловдив. В България веригата осигурява над 1000 работни места, които обслужват повече от 7 млн. души годишно. „Макдоналдс България“ заема първото място в категорията „Големи компании“ в проучването за най-добрите работодатели в България за 2006 г.
До януари 2024 г. „Макдоналдс“ има 49 ресторанта на следните места в България:
- София – 15 ресторанта
- Пловдив – 4 ресторанта
- Варна – 4 ресторанта (един на Летище Варна)
- Бургас – 4 ресторанта
- Ямбол – 2 ресторанта
- Стара Загора – 2 ресторанта („Парк Мол Стара Загора“ и в „Галерия Стара Загора“)
- Плевен – 1 ресторант („Панорама Мол“)
- Велико Търново – 1 ресторант [Търговски парк Велико Търново]
- Равда – 1 ресторант
- Слънчев бряг – 4 ресторанта
- Златни пясъци – 2 ресторанта и 1 мобилен
- Магистрала „Тракия“ – 2 ресторанта
- с. Студена (на международен път Е79) – 1 ресторант
- Магистрала „Марица“ – 1 ресторант
- летище Сарафово (през лятото)

Освен тези места в България има и 5 броя заведения от веригата McCafe – 1 на магистрала „Тракия“ и при с. Студена, и 3 в София. През 1997 г. в Русе е отворено такова заведение, но през 2003 г. затваря.